# Milena Rašić
Milena Rašić (serbisch-kyrillisch Милена Рашић; * 25. Oktober 1990 in Priština, SFR Jugoslawien) ist eine serbische Volleyballspielerin.

## Karriere
Milena Rašić spielte von 2009 bis 2021 in der serbischen Nationalmannschaft auf der Mittelblockposition. Sie wurde 2018 Weltmeisterin in Japan und nahm dreimal an Olympischen Spielen teil, erreichte 2012 in London Platz elf, gewann 2016 in Rio de Janeiro die Silbermedaille sowie 2021 in Tokio die Bronzemedaille. Außerdem gewann Rašić 2010 und 2011 die Europaliga, wurde 2015 Zweite im Weltpokal sowie 2011, 2017 und 2019 Europameisterin. Rašić spielte bei folgenden Vereinen: Sumadija AV Belgrad, ŽOK Dinamo Pančevo und RC Cannes (mehrfache französische Meisterin und Pokalsiegerin, Champions-League-Zweite). Von 2014 bis 2021 war sie bei Vakıfbank İstanbul aktiv und wurde hier türkische Meisterin, Champions-League-Siegerin sowie Klubweltmeisterin. Rašić wurde bei verschiedenen internationalen Wettbewerben mehrfach individuell ausgezeichnet („Beste Mittelblockerin“, „Beste Angreiferin“).